# Никитский корпус
Ники́тский ко́рпус — историческое здание на территории Новгородского кремля, построенное в XV-XIX веках. Располагается в северо-восточной части территории Владычного двора, от крепостной стены в направлении Софийского собора.

## История
Здание представляет собой сложный комплекс разновременных построек. Название получено от располагавшихся приблизительно в этом месте келий епископа Никиты конца XI — начала XII века. В XV веке к кельям пристроены церковь Петра Митрополита (в 1416 году, при архиепископе Симеоне) возведена стена Владычного двора, ставшая восточной стеной корпуса, а также основной объём южной части корпуса с каменным переходом к Владычной палате (при владыке Евфимии, 1429—1459). Комплекс зданий капитально перестроен при митрополите Питириме в 1669—1670 гг., а в 1672 году возведена северная, хозяйственная часть корпуса. С этого момента корпус оформлен как единое здание. В XIX веке пристроены ещё небольшие объёмы в северной части. Церковь Петра разобрана в 1759 году, в конце XVIII века утрачен переход к Владычной палате, а в 1823 и 1830—1831 гг. — два фрагмента южной части. При перестройках XVIII—XIX веков перебиты окна, сбит декор, убраны крыльца. При реставрации 1969—1974 гг. под руководством Г. М. Штендера и Г. П. Никольской северная часть корпуса восстановлена на время постройки; в южной части сохранены окна XIX века, сделаны зондажи, демонстрирующие древние проёмы и кладку. Северная часть корпуса используется под хранилища музея-заповедника.

## Архитектура
Здание каменное, двухэтажное, Г-образное в плане.